# Matthieu Chedid
Pour les articles homonymes, voir Chedid et M.
Matthieu Chedid, dit M (également typographié -M-), est un auteur-compositeur-interprète et musicien français, né le 21 décembre 1971 à Boulogne-Billancourt.
S'il joue principalement de la guitare sur scène, M est aussi multi-instrumentiste en studio, où il assure la quasi-totalité des différentes partitions.
Depuis 2018, il est l'artiste le plus récompensé aux Victoires de la musique, totalisant treize trophées, à égalité avec Alain Bashung.

## Biographie

### Débuts
Matthieu Chedid est le fils du chanteur Louis Chedid, lui-même fils d'Andrée Chedid, écrivaine et poétesse franco-égyptienne d'origine syrienne et libanaise (qui a écrit les paroles de certaines chansons de M). Dans un entretien avec Françoise Siri, il dit combien sa grand-mère a joué un rôle important, soutenant dès le début son désir de devenir chanteur et lui transmettant son amour de la vie et de l'humanité.

### Années 1990
En 1996, il donne naissance à un personnage qui préfigure M sur un titre de l'album Paniac de Billy Ze Kick, intitulé M.

#### Le Baptême(1997)
En 1997, sort son premier album solo Le Baptême, dans lequel il présente le personnage de M qu'il s'est créé, avec une  coupe de cheveux relevée en pointe sur les côtés et une mèche plaquée au milieu du front. Véritable double scénique, un peu à la manière de Ziggy Stardust pour David Bowie et de Klaus Nomi, il permet à Matthieu Chedid de se « lâcher » et d'exprimer son univers rempli de candeur. Assez vite, c'est par la scène qu'il s'impose, d'abord dans de petites salles puis lors de premières parties comme celles de CharlÉlie Couture.
À cette époque, il joue souvent en solo ou en duo avec le violoncelliste Vincent Ségal échantillonnant ses parties à la guitare.
L'album Le Baptême fut enregistré dans la maison de campagne familiale.
Sa petite sœur, Anna Chedid, alors âgée de onze ans, a fait les chœurs de la chanson Nostalgic du cool. Dans le clip de ce morceau, Anna et Joseph Chedid sont visibles dans une réalisation d'Émilie Chedid.
Dans l'album, il est multi-instrumentiste dans des styles musicaux et des sons funk rock des années 1990 inspirés de Sinclair avec qui il a joué, avec Vercoquin présent sur le disque, Juan Rozoff, ou F.F.F).
L'album, au succès d'estime, ne s'impose véritablement qu'au bout de plusieurs mois après la sortie du single Machistador dont le clip aussi réalisé par Émilie Chedid. -M- ne connaît un succès plus large qu'avec la tournée et l'album suivants[réf. nécessaire].

#### Je dis aime(1999)
Sa collaboration avec Vanessa Paradis sur l'album Bliss, qui sort en 2000, le fait connaître par un public plus large. Il est le compositeur du tube Pourtant.
Il publie en 1999 son deuxième album Je dis aime. Cet album contient des succès (Je dis aime, Onde sensuelle, Monde virtuel, Le Complexe du corn-flakes, Mama Sam, Bonoboo), et il y reprend Close to Me de The Cure. Il s'en vend plus de 500 000 exemplaires.
Il est souvent accompagné sur scène et parfois en studio (accompagnement, arrangement) de Cyril Atef, batteur et percussionniste, et Vincent Segal, violoncelliste et parfois à la basse ou aux kass-kass. Tous deux forment le groupe Bumcello. Le troisième homme est DJ Shalom, qui réalise les samples sur certaines chansons. On a également vu à ses côtés son ami le trompettiste Ibrahim Maalouf ainsi que le flûtiste Magic Malik.
Il continue sa collaboration avec Émilie Chedid sur la plupart de ses clips.
Ses concerts contribuent au succès de l'artiste. Jouant sur son image, chaque live est un vrai spectacle[réf. nécessaire] où il partage le monde de son personnage, M. La scène est agrémentée de couleurs acidulées et de toutes sortes d'objets que l'on croirait sortis du fond de son grenier (ce qui est d'ailleurs en partie le cas). Il remplit ainsi la scène de l'Olympia, fait une tournée des festivals français (Festival des Vieilles Charrues, Francofolies, Solidays, Printemps de Bourges) et gagne la Victoire de la musique de l'interprète masculin de l'année. Le CD/DVD Live Le Tour de -M-, réalisé par Émilie Chedid est un souvenir de cette tournée.

### Années 2000
En 2003, M compose et joue une des musiques du film Les Triplettes de Belleville. La même année il sort Labo M, un disque expérimental et essentiellement instrumental.

#### Qui de nous deux?(2003)
Après avoir rodé son album au printemps durant une courte tournée (L'Avantour), Qui de nous deux ? sort à l'automne 2003, contenant notamment les titres Qui de nous deux ?, La bonne étoile, Mon ego. Plus doux, ce troisième album est marqué par la naissance de sa fille Billie, pour qui a été créée par le luthier Cyril Guérin une guitare spéciale, toute rose.
En 2004, Matthieu Chedid est présent sur le DVD Les leçons de musique de M, créé et réalisé par Émilie Chedid, où il décortique 5 chansons de son répertoire à la guitare, la basse, la batterie.
Ils récoltent une Victoire de la musique pour ce DVD original.
La tournée qui suit, préparée en résidence à la La Coopérative de mai, est un énorme succès. M joue presque toujours à guichet fermé et remplit Bercy par trois fois. Sébastien Martel (ancien guitariste des groupes Vercoquin et Las Ondas Marteles ayant aussi sorti deux albums solo, Ragalet et Coitry ?) rejoint le groupe de musiciens à l'occasion de cette tournée. Sur scène, une gigantesque guitare rose, image inspirée de la photo de Laurent Seroussi réalisée pour le livret de l'album, est plantée dans le sol. La tournée finit à Londres après être passée par les salles françaises et la plupart des festivals francophones. C'est pour lui aussi l'occasion de découvrir le pays de ses racines : l'Égypte (Andrée Chedid naît au Caire le 20 mars 1920 et son père naît à Ismaïlia le 1er janvier 1948). Il fait donc un concert au Caire en été 2004, et profite pour en faire la visite. Un CD-DVD live sort fin 2005, portant trace de la chanson inédite En tête à tête (avec moi-même).

#### Collaborations
En 2005, il interprète Est-ce que tu aimes avec Arthur H sur l'album de ce dernier, Adieu tristesse. En 2006, Guillaume Canet lui demande de composer la bande originale de son film Ne le dis à personne. En 2007, il a collaboré avec Sean Lennon (fils cadet de John Lennon) pour écrire L'éclipse, une reprise de la chanson Parachute de ce dernier. Matthieu Chedid fait la traduction, le chant et les instruments.
Sept ans après Bliss, il retrouve son amie Vanessa Paradis pour une grande partie de l'écriture et de la réalisation de l'album Divinidylle, qui sort en septembre 2007. On y trouve notamment un duo intitulé Les Piles, écrit par Thomas Fersen et publié en single en septembre 2008.
Il est guitariste et « choriste de luxe » dans la tournée de Vanessa Paradis, le Divinidylle Tour, à l'automne 2007. Il déclare réaliser ainsi son rêve de jouer avec une icône.
Sur l'album Best of de la chanteuse, publié en 2009, figure un duo avec Matthieu Chedid. Il s'agit de La déclaration d'amour, reprise de France Gall.

À la journée du Handicap invisible au profit de l'UNAFTC (Union nationale des associations de familles de traumatisés crâniens) le dimanche 8 juin 2008, il donne un concert d'une heure au Bataclan à Paris en clôture du spectacle ; il joue deux chansons inédites dont Mister Mystère, présente sur l'album Libido de Brigitte Fontaine.

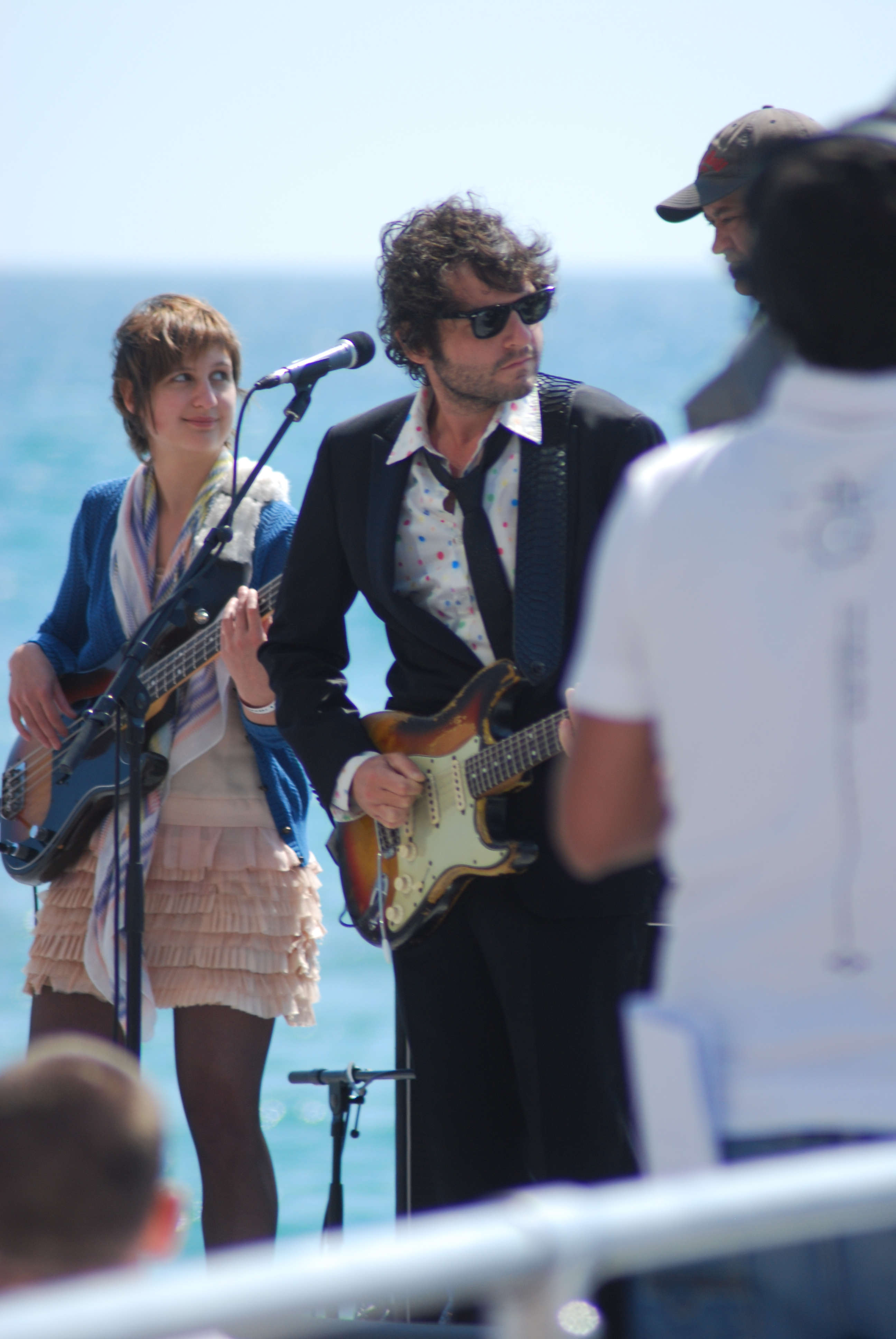
Matthieu Chedid au Festival de Cannes en 2010.

#### Mister Mystère(2009)
Le 7 septembre 2009 sort le quatrième album de M, Mister Mystère. Cet album contient un DVD réalisé par Matthieu et Émilie Chedid illustrant chaque chanson et dont les images ont été tournées par Matthieu. On y trouve des titres comme Le roi des ombres, Est-ce que c'est ça ?, Mister Mystère (une reprise de son amie Brigitte Fontaine, qui lui a écrit sept autres titres, dont le cycle Tanagra) et Amssétou directement influencé par Amadou et Mariam et dont le clip, réalisé par Guillaume Canet, fait un parallèle entre sa tournée française et son séjour au Mali. Son père a remixé l'intégralité de l'album.
C'est à l'occasion de cet album qu'il fait évoluer l'aspect physique de M tel qu'il s'était fait connaître. Il abandonne sa coupe de cheveux caractéristique en forme de « M », ses tenues deviennent moins excentriques.
Le début de la tournée intitulée Les Saisons de passage a débuté en novembre 2009. Lors de cette tournée à travers la France, la Suisse et la Belgique, Matthieu s'est séparé de son violoncelliste Vincent Segal et de son guitariste Sébastien Martel ; M change la formation qui l'a toujours accompagnée au profit de sa sœur Anna, de son frère Joseph et des nouveaux venus Elise Blanchard et Pierre Cohen. Des anciens font partie de la bande, comme le batteur et percussionniste Cyril Atef et le claviériste Pierre Boscheron.

### Années 2010
En 2010, il collabore avec Johnny Hallyday, pour lequel il réalise l'album Jamais seul et la chanson éponyme. Il écrit et compose la plupart des titres de l'album, qui sort en 2011. En 2011, il collabore avec Vanessa Paradis pour la chanson La Seine tirée du film Un monstre à Paris.

#### Îl(2012)
En août 2012, Matthieu Chedid annonce la publication de son cinquième album studio, ainsi que la sortie d'un premier single, Mojo, disponible dès le lundi 3 septembre 2012.
Cet album, intitulé Îl, est publié le 12 novembre 2012. L'enregistrement du disque, dont la production a été assurée par Dorion Fiszel et Brad Thomas Ackley, s'est déroulée à huis clos entre Los Angeles et Paris (au Labo M), durant 9 mois. Le visuel et le clip du titre Mojo, réalisé par Beryl Koltz, apparaissent comme un retour aux sources, plus énergique et plus rock que les précédents opus. La pochette de l'album est dessinée par sa fille, Billie Chedid.
L'accueil critique est globalement favorable. Les 12 titres de l'album s'appuient sur des jeux de mots simples, mis au service de chansons essentiellement taillées pour la scène, énergiques, et dans l'ensemble "plus accessibles" que celles de Mister Mystère. De nombreux titres font figure d'hommages : L'Île intense à l'île de La Réunion, La Maison De Saraï à celle de Saraï Fiszel, à Hollywood, où Matthieu Chedid fit la rencontre du duo qui assura la production de Îl, et Océan à DJ Mehdi, ami du chanteur, disparu en 2011.
Une tournée, baptisée "Îl(s)", débute en février 2013, durant laquelle -M- est accompagné sur scène par Brad Thomas Ackley à la « Basstar » (un instrument hybride mêlant basse, guitare et échantillonneur en un seul instrument), et par Lawrence Clais à la batterie. Les concerts s'appuient donc sur un « power trio », à l'image de celui autrefois constitué par -M-, Cyril Atef et Vincent Ségal, lors de ses trois premières tournées. La scénographie est imaginée par James Thierrée et Émilie Chedid, la direction musicale est supervisée par Dorion Fiszel, et l'ensemble est ponctué de performances scéniques assurées par Alan Bac, co-auteur de plusieurs titres de l'album Îl, de son véritable nom Hocine Merabet. Cette tournée est conclue par trois dernières dates au palais omnisports de Paris-Bercy les 12, 13 et 14 décembre 2013, un album live, Îl(s), et un "rockumentaire" réalisé par Gaëtan Chataigner.

#### Famille Chedid
Le 10 décembre 2014, au cours d'une conférence de presse, une tournée de la famille Chedid est annoncée qui réunit pour la première fois sur scène, à partir du printemps 2015, Louis Chedid et trois de ses enfants : Matthieu (-M-), Anna (Nach) et Joseph (Selim). La tournée compte 30 dates, dont plusieurs Olympia. Au cours de cette tournée, des titres des quatre artistes sont interprétés et réarrangés collectivement.

#### Singles et album expérimental
L'année 2014 est marquée par une collaboration avec le duo underground AM444 et la publication d'un single en Chine, intitulé Détache-Toi / Shen Jing Mo Shao.
Le 18 janvier 2015, M partage sur les réseaux sociaux un titre inédit, Comme un seul homme, en hommage aux victimes des attentats de Charlie Hebdo et inspiré de la marche du 11 janvier 2015. Toujours en janvier 2015 il signe, pour la BO du film Toute première fois, une reprise du tube I Kissed a Girl de Katy Perry, dont les paroles sont traduites en français.
Un album expérimental est publié le 13 novembre 2015, sous le titre La B.O ² -M-. Enregistré en quatre heures, lors d'une session d'improvisation avec Brad Thomas Ackley et Lawrence Clais, sous diverses contraintes, à la manière des surréalistes, cet album hors discographie officielle entend proposer un "voyage initiatique et musical" d'une demi-heure. Le résultat a été mis en image par le dessinateur Matthias Picard, dans un beau livre conçu comme un complément graphique à la bande-son, le tout étant regroupé dans un livre-disque publié par les éditions 2024.
Le 3 octobre 2016, il est présent aux Vieilles Charrues à New York, qui fête les 25 ans du festival dans Central Park, devant 4 000 spectateurs.

#### Le projet collectifLamomali(2017)

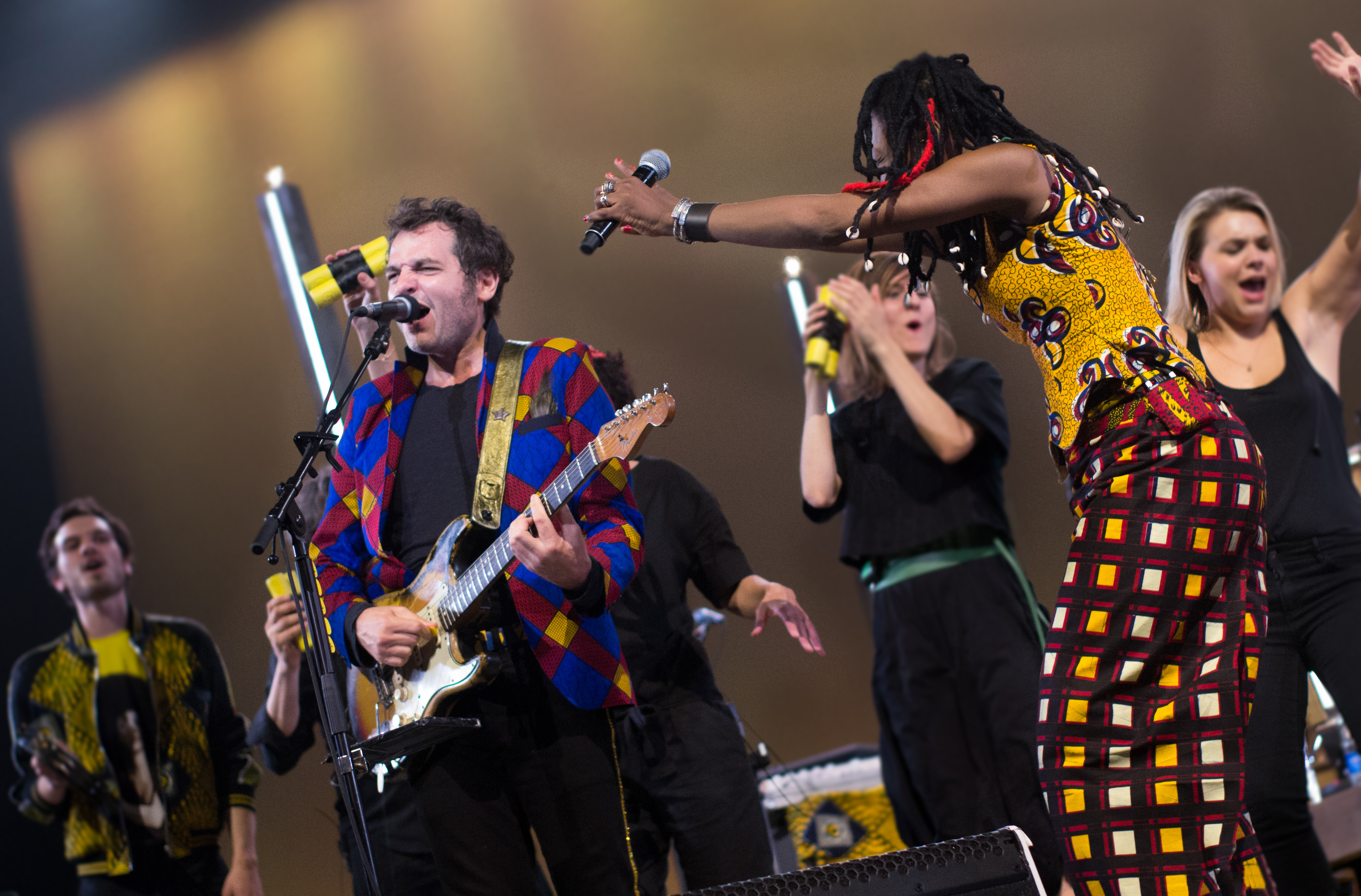
Matthieu Chedid et le collectif Lamomali à Toulouse (2017)

Après la diffusion en radio du single Bal de Bamako, en duo avec Oxmo Puccino, Matthieu Chedid publie le 7 avril 2017 un projet collectif, intitulé Lamomali, enregistré avec des artistes, au premier rang desquels la chanteuse malienne Fatoumata Diawara, le joueur de kora malien Toumani Diabaté, et son fils Sidiki Diabaté, chanteur et musicien. Ces artistes l'accompagnent à une tournée unique inaugurée au Mali, au début de l'année 2017, pour un total de 40 dates en France métropolitaine. La tournée est un triomphe public et critique,. Un album live, intitulé Lamomali Airlines, est publié le 24 novembre 2017.
Considéré comme extérieur à la discographie « studio » de l'artiste, parce que collectif, l'album Lamomali compte, comme autres invités, le photographe JR, qui en signe la pochette, le rappeur Nekfeu, la chanteuse Jain, le duo malien Amadou et Mariam, ou encore le contre-ténor Philippe Jaroussky. En 2018, il est lauréat des Victoires de la musique, catégorie album de musiques du monde. Avec cette 13e récompense, Matthieu Chedid devient le recordman du nombre de Victoires obtenues, devant Alain Bashung.

#### Lettre infinie(2019)

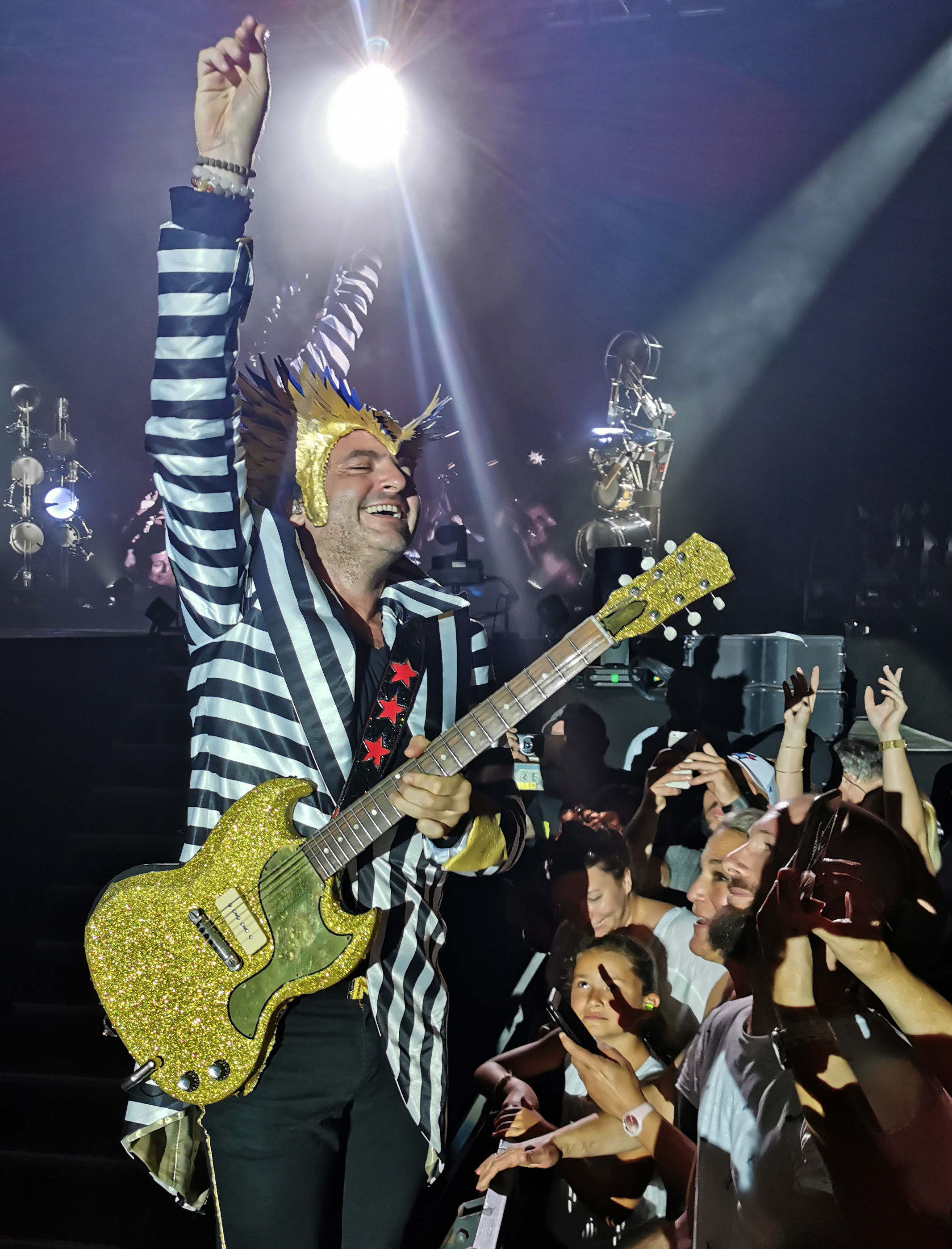
Matthieu Chedid à Albi en 2019

Le 19 novembre 2018, Matthieu Chedid dévoile sur les réseaux sociaux la pochette de son sixième album solo, Lettre infinie. Le disque, au visuel inspiré du monde de l'alchimie, réunit des collaborateurs historiques de l'artiste (Cyril Atef, Vincent Ségal, Brad Thomas Ackley, Brigitte Fontaine, Pierre Boscheron, etc.) ainsi que des nouveaux venus dont Thomas Bangalter (des Daft Punk) et sa fille, Billie Chedid, aux chœurs. Le dernier titre de l'album lui est d'ailleurs dédié.
La chanson Une seule corde évoque la guitare qu'il a autrefois trouvée dans le grenier d'Alain Souchon et sur laquelle il a appris ses premiers accords, avec l'aide de David McNeil. Elle ouvre d'ailleurs symboliquement le Grand Petit Concert.
À sa sortie le 25 janvier 2019, l'album Lettre infinie se classe directement numéro 1 des ventes, position qu'il occupe durant 2 semaines consécutives.
Matthieu Chedid débute en février 2019 la tournée du Grand Petit Concert (nom dérivé du titre Grand Petit Con, figurant sur l'album Lettre infinie) avec plus de 100 dates programmées sur 11 mois ,. Il s'agit de la plus importante tournée de l'année 2019 en France, réunissant 700 000 spectateurs et remplissant 4 fois le Palais Omnisports de Bercy (AccorHotels Arena) d'affilée en décembre 2019, concerts ayant fait l'objet d'une captation diffusée à la télévision . De nouvelles dates sont annoncées pour 2020 , qui devraient porter le total des spectateurs de cette tournée des 20 ans de -M- à plus d'un million .
Dans la foulée de la publication de l'album live Le Grand Petit Concert, sorti le 22 novembre 2019 ,, l'album Lettre infinie a été certifié disque de platine (100 000 exemplaires vendus) en France .

### Années 2020
En 2020, durant la pandémie de Covid-19, M propose chaque semaine un concert retransmis en direct sur les réseaux sociaux, enregistré depuis son lieu de confinement. À la date du 15 mai 2020, 10 concerts sont diffusés, balayant sa carrière (titres connus et chansons rares), dévoilant les coulisses de son processus créatif, et proposant des reprises et des hommages à des artistes disparus (Christophe, Prince, etc.). Chacune des vidéo live est vue par plusieurs millions de personnes. Le 15 mai 2020, il publie un single inédit, Croîs au Printemps. Cette chanson à double sens renvoie au déconfinement et à la renaissance (verbe "croître"). Les droits sont destinés au Secours Populaire.
Le 21 juin, pour la fête de la musique, il organise un concert surprise durant 1 h 5 retransmis sur Facebook. Sont invités à l'accompagner le groupe Dhoad Gypsies of Rajasthan, Nach, Joseph Chedid, Chat, Jerôme Goldet, Maxime Garoute, Pierre Elgrishi, Florian Gouello,.
Le 20 juillet 2020 est diffusé un épisode de l’émission Nus et culottés sur France 5 où il apparaît à plusieurs reprises, tout d'abord à Lyon où il croise les deux protagonistes Nans Thomassey et Guillaume Mouton, puis sur la scène du zénith de Toulouse où ils chantent ensemble.
Le 14 mai 2022, M est invité au concert de musiciens amateurs Rockin' 1000 au Stade de France.
Le 13 septembre 2025, au Zénith de Paris, Matthieu Chedid sera le maître de cérémonie du concert pour les 80 ans du Secours populaire français. Les recettes iront au profit de l'association.

#### Rêvalité(2022)
Le 3 juin 2022, Matthieu Chedid dévoile son 7e album studio, intitulé Rêvalité, lancé par le single éponyme, et le titre Dans ta radio.
Il adopte le violet — couleur où se rencontreraient le bleu des rêves et le rouge de la réalité — et déploie un nouvel univers, qu'il met en scène lors d'une tournée annoncée pour 2022-2023, il se produit lors de trois dates à l'Accor Arena. Après 150 dates, sa tournée se termine en septembre 2023 par un concert au Festival Muzik'Elles de Meaux pour la dernière date de sa tournée française avant de conclure sur la scène du Kentish Town Forum à Londres
Il est à cette occasion accompagné par un nouveau groupe de musiciens : la bassiste Gail Ann Dorsey (qui a auparavant joué, entre autres, pour David Bowie et Lenny Kravitz), le batteur Maxime Garoute, le claviériste Corentin Pujol et le percussionniste Fabrice Colombani dit « Cub1 ».

#### L'Heure Miroir avec Thibault Cauvin(2024)
À l'issue de la tournée Rêvalité qui s'achève à Londres après 18 mois de concerts et 150 dates, Matthieu Chedid retourne dans son studio Labo -M- installé dans sa maison de campagne, afin d'enregistrer un album instrumental avec le guitariste classique Thibault Cauvin. Surnommé "Le Petit Prince de la six cordes", il est l'un des guitaristes les plus récompensés au monde avec 36 prix internationaux.
Intitulé L’Heure Miroir, cet album sort le 14 juin 2024. C'est un disque exclusivement instrumental où les deux artistes jouent des réarrangements des tubes de -M- (Qui de nous deux, Je dis aime…), des standards de la pop et de la chanson française (La Bohème, Les mots bleus, Imagine…), des œuvres du grand répertoire classique ainsi que des titres inédits (Pura Vida, 13h31...). Les seuls instruments joués pour l'enregistrement des 16 titres de l'album sont une Stratocaster électrique Série L 1964 (guitare fétiche de -M- depuis ses débuts) et une guitare sèche Jean-Luc Joie 2018 pour Thibault Cauvin.
À sa sortie, L'Heure Miroir se classe 7e du top album français.
Le duo entame une tournée, "L'Heure Miroir - Récital à 2 guitares", limitée à une trentaine de concerts intimistes dans les théâtres antiques, auditoriums, opéras et des lieux atypiques, pendant l'été et l'automne 2024.

#### Lamomali Totem(2025)
En 2025, Matthieu Chedid reforme le groupe Lamomali : Toumani Diabaté, pilier de la formation, décède pendant l'enregistrement de l'album Totem, débuté en 2022, qui lui est dédié. Outre Fatoumata Diawara et Balla Diabaté, membres historiques du groupe qui participent à la tournée Lamomali Totem débutée en mars 2025, l'album réunit des artistes français (Yamê, Oxmo Puccino, Philippe Jaroussky, Ibrahim Maalouf, Angélique Kidjo, Boombass) et internationaux (Amadou & Mariam, dont le leader disparait peu après la sortie du disque, Tiken Jah Fakoly, Seu Jorge et Patrick Watson). L'album est bien reçu par la critique musicale qui évoque un « feu d'artifice musical » et un « acte de résistance poétique ».

## Distinctions

### Victoires de la musique

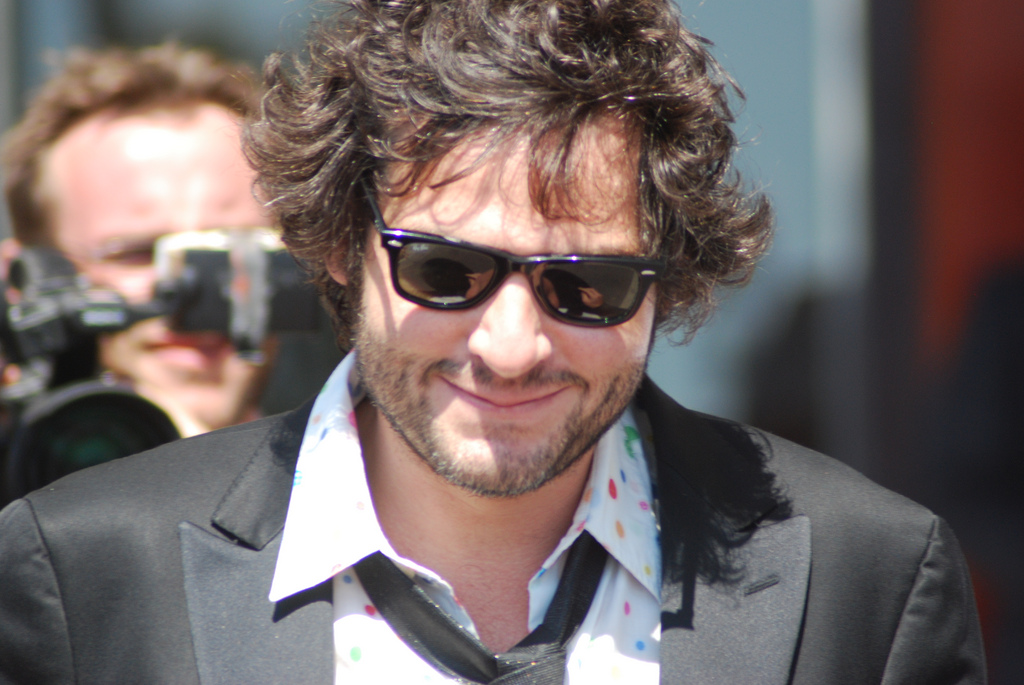
En 2010, au festival de Cannes.

Matthieu Chedid est devenu, après les 33e Victoires de la musique en 2018, le chanteur le plus primé de l'histoire de cette récompense avec 13 trophées, record qu'il partage ensuite avec Alain Bashung (12 obtenues de son vivant, puis une à titre posthume en 2019).
Par ailleurs, les trophées remportés concernent 7 catégories différentes : artiste masculin (2), album de chansons (1), concerts et tournées (4), DVD musical (2), musique de film (1), clip (2) et musiques du monde (1).
Toutefois, si toutes ces Victoires sont attribuées officiellement à Matthieu Chedid et en lien direct avec son œuvre (albums ou chansons), les catégories de DVD musicaux et de clips récompensent des œuvres pour lesquelles son implication est moindre par rapport à celle des réalisateurs concernés. C'est aussi le cas pour Alain Bashung (pour 3 victoires), et la majorité des artistes multi-primés.

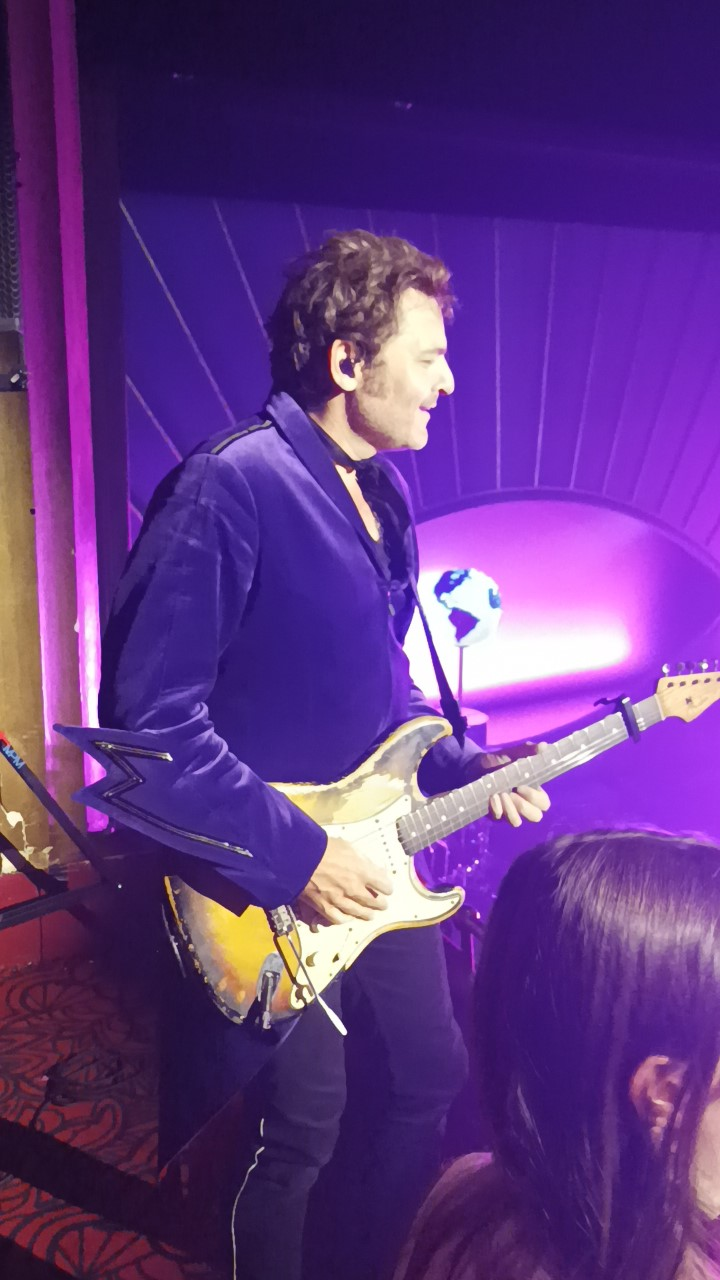
M aux Folies Bergère en 2022.

| Année | Catégorie des Victoires de la musique | Résultat   |
| ----- | --- | ---------- |
| 1999  | Révélation | Nomination |
| 1999  | Vidéo-clip pour Machistador (réal. Émilie Chedid)                                                                                                | Nomination |
| 2000  | Artiste interprète masculin, | Lauréat    |
| 2000  | Spectacle musical, tournée ou concert (Je dis aime à l’Élysée Montmartre et en tournée),                                                         | Lauréat    |
| 2000  | Album de variété pop-rock (Je dis aime), | Nomination |
| 2004  | Artiste interprète masculin de l'année | Nomination |
| 2004  | Spectacle musical, tournée ou concert (L'Avantour à l'Élysée Montmartre)                                                                         | Nomination |
| 2005  | Artiste interprète masculin, | Lauréat    |
| 2005  | Album de chansons (variétés) pour (Qui de nous deux ?),                                                                                          | Lauréat    |
| 2005  | Spectacle musical, tournée ou concert (M à l'Olympia et en tournée),                                                                             | Lauréat    |
| 2005  | DVD musical pour Les Leçons de musique de -M- (réal. : Émilie Chedid),                                                                           | Lauréat    |
| 2005  | Vidéo-clip (Ma Mélodie, réal. : Cyril Houplain),                                                                                                 | Nomination |
| 2006  | Vidéo-clip (La Bonne Étoile, réal. : Laurent Seroussi)                                                                                           | Nomination |
| 2006  | Vidéo-clip (Est-ce que tu aimes ? par Arthur H et -M-, réal. : Rodolphe Pauly)                                                                   | Lauréat    |
| 2007  | DVD musical (tournée En tête à tête, réal.: Thierry Gautier et Sylvain Leduc),                                                                   | Nomination |
| 2007  | Album de musique originale de cinéma (BO de Ne le dis à personne),                                                                               | Lauréat    |
| 2010  | Album (Mister Mystère) | Nomination |
| 2010  | Spectacle musical, tournée ou concert (M à la Cigale - Auguri Productions)                                                                       | Nomination |
| 2011  | Spectacle musical, tournée ou concert (-M- au château de Versailles - Auguri Productions),                                                       | Lauréat    |
| 2012  | Vidéo-clip de (La Seine par Vanessa Paradis et -M-, réal. : Bibo Bergeron),                                                                      | Lauréat    |
| 2012  | DVD Musical (Les Saisons de passage, réal. : Laurent Thessier),                                                                                  | Lauréat    |
| 2013  | Artiste interprète masculin de l'année | Nomination |
| 2013  | Album de chansons (Îl) | Nomination |
| 2013  | Vidéo-clip (Mojo, réal. : Beryl Koltz) | Nomination |
| 2014  | Spectacle musical, tournée ou concert (Îl(s) - Labo M / Auguri Productions)                                                                      | Lauréat    |
| 2016  | Spectacle musical, tournée ou concert (Louis, Matthieu, Joseph et Anna Chedid à l'Olympia, à l'Opéra Garnier et en tournée - Auguri Productions) | Nomination |
| 2018  | Album de musiques du monde (Lamomali avec Toumani et Sidiki Diabaté, Fatoumata Diawara)                                                          | Lauréat    |
| 2020  | Concert (Le Grand Petit Concert - Labo M / L Productions)                                                                                        | Nomination |

### Césars et autres récompenses cinématographiques
Seuls les paroliers et compositeurs des chansons sont nommés pour l'Oscar de la meilleure chanson originale ; Matthieu Chedid n'a donc pas été nommé dans cette catégorie aux Oscars 2004 pour la chanson Belleville Rendez-vous qu'il a interprétée pour le film Les Triplettes de Belleville.
| Année | Cérémonie                                   | Catégorie                                                                                    | Résultat   |
| ----- | ------------------------------------------- | -------------------------------------------------------------------------------------------- | ---------- |
| 2003  | Festival du film de Paris[Lequel ?]         | Meilleure bande originale pour Toutes les filles sont folles (avec Thomas Dutronc et Ninine) | Lauréat    |
| 2004  | Los Angeles Film Critics Association Awards | Meilleure musique pour Les Triplettes de Belleville (avec Benoît Charest)                    | Lauréat    |
| 2007  | Étoile d'or                                 | Étoile d'or du compositeur de musique originale de films français pour Ne le dis à personne  | Lauréat    |
| 2007  | César                                       | César de la meilleure musique pour Ne le dis à personne                                      | Lauréat    |
| 2012  | César                                       | César de la meilleure musique originale pour Un monstre à Paris (avec Patrice Renson)        | Nomination |
| 2018  | César                                       | César de la meilleure musique originale pour Visages, villages                               | Nomination |

### Autres récompenses
En 2010, M est considéré par les internautes d'Europe 1 comme l'artiste ayant réalisé le meilleur concert de l'année.
En 2015, il remporte l'Abilu Music Award (Chine) du meilleur single électro pour son duo avec AM444, Détache-toi.
En 2019, Matthieu Chedid remporte l'Étoile du Parisien dans la catégorie « meilleur concert ».

## Discographie

### Albums studio
- 1998 : Le Baptême
- 1999 : Je dis aime
- 2003 : Qui de nous deux ?
- 2009 : Mister Mystère
- 2012 : Îl
- 2019 : Lettre infinie
- 2022 : Rêvalité

### Albums live
- 2001 : Le Tour de -M-
- 2005 : -M- au Spectrum (uniquement au Québec)
- 2005 : En tête à tête
- 2010 : Les Saisons de passage
- 2013 : Îl(s)
- 2019 : Le Grand Petit Concert
- 2022 : En rêvalité aux Folies Bergère
- 2023 : En Rêvalité (Live AccorArena 2023)

### Albums divers (instrumentaux / collectifs)
- 2003 : Labo M
- 2006 : Le Soldat rose (spectacle musical composé par son père, où il interprète le personnage principal)
- 2013 : Presqu'îl (démo de l'album Îl)
- 2015 : Louis, Matthieu, Joseph et Anna Chedid (album collectif avec son père, son frère et sa sœur)
- 2015 : La B.O² -M-[19] (livre-disque illustré par Matthias Picard, Editions 2024)
- 2017 : Lamomali (album du collectif Lamomali, composé de M, Toumani Diabaté et Sidiki Diabaté)
- 2017 : Lamomali Airlines (album live du collectif Lamomali)
- 2024 : L'Heure miroir (avec Thibault Cauvin)
- 2025 : Lamomali Totem (album du collectif Lamomali, composé de M, Fatoumata Diawara Toumani Diabaté et Balla Diabaté)

### Albums compilation
- 2014 : Mister M (uniquement en Chine)
- 2020 : Le Grand Petit Concert Maison

### Bandes originales de film
Sont listés ici les albums de bandes originales parus dans le commerce. Pour la liste complète des compositions de Matthieu Chedid, voir dans la section « Filmographie » (certaines compositions n'ayant pas donné lieu à des albums commercialisés).
- 2002 : Peau d'ange (chanson J'ai une pensée)
- 2003 : Les Triplettes de Belleville (interprétation de la chanson Belleville Rendez-vous)
- 2003 : Toutes les filles sont folles (en partie seulement)
- 2004 : Arsène Lupin (chanson Qui es-tu ?)
- 2006 : Ne le dis à personne
- 2011 : Un monstre à Paris
- 2015 : Toute première fois (reprise de la chanson I Kissed a Girl de Katy Perry)
- 2017 : Visages, villages
- 2022 : Rosy[99] - édition numérique seulement
- 2023 : Astérix et Obélix : L'Empire du Milieu[100]

### DVD live
- 2002 : Le Tour de -M-
- 2005 : En tête à tête
- 2011 : Bercy 17.12.2010
- 2020 : Le Super Grand Petit Concert
- 2022 : En Rêvalité aux Folies Bergères

### DVD documentaire
- 2000 : Du Baptême à Je dis aime
- 2004 : Les Leçons de musique
- 2005 : De l'aube à l'aurore
- 2010 : Les Saisons de passage
- 2013 : Autour de Îls
- 2015 : 33 tours à la Fabrique (making-of de l'album collectif Louis, Matthieu, Joseph et Anna Chedid)

### Singles et clips
- 1997 : Le Baptême
- 1997 : Nostalgic du cool
- 1998 : Machistador
- 1998 : Au suivant (reprise de Jacques Brel)
- 1999 : Je dis aime
- 1999 : Onde sensuelle
- 2000 : Le Complexe du corn-flakes
- 2001 : Bonoboo
- 2002 : J'ai une pensée (avec Céline B, BO du film Peau d'ange)
- 2002 : En piste (titre écrit par Andrée Chedid au bénéfice de Clowns sans frontière)
- 2003 : Qui de nous deux
- 2004 : À tes souhaits
- 2004 : Ma mélodie
- 2005 : La Bonne Étoile
- 2005 : Le Radeau
- 2005 : En tête à tête (live)
- 2006 : Mama Sam (live)
- 2006 : Le Soldat rose (BO du CD/DVD Le Soldat rose)
- 2007 : L'Éclipse (avec Sean Lennon)
- 2008 : Les Piles (en live avec Vanessa Paradis)
- 2009 : Le Roi des ombres
- 2009 : Est-ce que c'est ça ?
- 2010 : Amssétou
- 2010 : Mister Mystère (live)
- 2011 : Madame rêve (reprises d'Alain Bashung sur Tels Alain Bashung)
- 2011 : La Seine (avec Vanessa Paradis ; bande originale du film Un monstre à Paris)
- 2011 : Si si no no
- 2012 : Mojo
- 2013 : Océan
- 2013 : Baïa
- 2013 : Faites-moi souffrir
- 2014 : Bouboule (bande originale du film Bouboule)
- 2014 : Détache-toi / Shen Jing Mo Shao (sorti exclusivement en Chine, avec le duo AM444)
- 2015 : Comme un seul homme (hommage à Charlie Hebdo)
- 2015 : F.O.R.T (avec Louis, Joseph et Anna Chedid)
- 2016 : Bal de Bamako (feat. Toumani et Sidiki Diabaté, Fatoumata Diawara et Oxmo Puccino)
- 2017 : Manitoumani (feat. Toumani & Sidiki Diabaté, Fatoumata Diawara) [101]
- 2017 : Solidarité (clip par Stéphane de Freitas)[102]
- 2018 : Cet air (feat. Toumani & Sidiki Diabaté, Fatoumata Diawara) [103]
- 2018 : Superchérie
- 2019 : Lettre infinie
- 2019 : Grand Petit Con
- 2019 : Thérapie
- 2020 : Une seule corde
- 2020 : Croîs au printemps (au profit du Secours populaire)[46]
- 2020 : L'Autre Paradis
- 2022 : Rêvalité
- 2022 : Dans ta radio
- 2022 : À toi (reprise de Joe Dassin), avec Gail Ann Dorsey
- 2023 : Ils sont fous ces humains (feat. Bigflo & Oli ; bande originale du film Astérix et Obélix : L'Empire du Milieu)
- 2023 : Mogodo
- 2024 : L'Heure miroir (avec Thibault Cauvin)
- 2024 : ¡ Pura Vida Fenomenal ! (avec Thibault Cauvin)
- 2025 : Je suis Mali (avec le groupe Lamomali)
- 2025 : Bel ami (hommage à Toumani Diabaté, avec le groupe Lamomali)

### Participations
Voir aussi « Filmographie » pour les participations aux bandes originales de films.
- T'as beau pas être beau, de Louis Chedid (1978) : chœurs
- Ces mots sont pour toi, de Louis Chedid (1992) : guitare
- Entre nous, de Louis Chedid (1994) : guitare
- Blonde de Guesch Patti (1995) : guitares
- Super, de Mathieu Boogaerts (1996) : guitare
- Paniac, de Billy Ze Kick (1996) : guitare
- Soft Colours, de Patrice Renson (1996) : guitares
- Les Lois de la nature de Gérald De Palmas (1997) : guitares
- Pretty Ballerina de Peter Kingsbery (1997) : guitares
- La vie c'est de la viande qui pense, de Néry (1997) : arrangements, guitare, basse et batterie
- Aux suivants (1998), album hommage à Jacques Brel : titre Au suivant
- À la légère de Jane Birkin (1998) : guitare
- Bumcello, de Bumcello (1999) : guitare
- Tel père tel fils en duo avec son père Louis Chedid (2000) sur l'album Solidays
- Bliss de Vanessa Paradis (2000): participation à l'album en tant que compositeur, guitariste, réalisateur.
- Ainsi je veux, d'Antonin (2000) : guitare, basse, orgue et réalisation de certains titres
- Tout est relatif, de Thierry Stremler (2000) : arrangements et instrumentaux
- Kékéland de Brigitte Fontaine (2001) : participations sur Pipeau, Rififi, en duo avec Brigitte Fontaine pour Y'a des Zazous
- Les Embellies, de Franck Monnet (2001) : guitare
- Lit de chaux, de Marcel Kanche (2001) : guitare
- Some of them don't, de Shalark (2001) : guitare
- Ma chanson d'enfance : participation à la compilation de chansons d'enfance avec une reprise de La pluie fait des claquettes, de Claude Nougaro (2001)
- A Tribute to The Cure (2002) : participation aux côtés de Mickey 3D, Dionysos, The Little Rabbits. Reprise de Close to me de The Cure
- Peau d'ange (2002) : participation à la BO du film avec le titre J'ai une pensée en duo avec Céline B
- Nude for love, de Bumcello (2002) : guitare
- Ragalet, de Sébastien Martel (2002) : chœur
- Au grand jour, de Franck Monnet (2002) : arrangements et production de certains titres
- Wati, de Amadou et Mariam (2002) : guitare
- Trills, de Next Evidence (2002) : guitare
- Climax, d’Alain Bashung (2002) : chœurs et guitare
- Bande de pions, de Tom Novembre (2002) : chœurs et guitare
- Solitaire, de Doc Gynéco (2002) : guitare sur le titre Flash où apparaît aussi Lord Kossity
- Au rêve, de Cassius (2002) : guitare
- Tribute to Fela, de Red Hot Riot (2002) : guitare
- La Cité des étoiles, de Magyd Cherfi (2002) : batterie, claviers et guitare
- Botanique et vieilles charrues de Louis Chedid : participation à la guitare sur La Belle au Festival des Vieilles Charrues 2002
- Merci pour l'enquête, de Thierry Stremler (2003) : guitare
- Œuvres récentes, de Lili Boniche (2003) : guitare, basse et claviers
- Albin de la Simone, d’Albin de la Simone (2003) : banjo et guitare sur le titre Le Pommier
- Revolution.com, de No One Is Innocent (2004) : guitare et chœurs
- Douze fois par an, de Jeanne Cherhal (2004) : voix et guitare sur le titre La Station
- Bienvenue au club de Kent (2004)
- Black rock, de OFX (2004) : guitare et voix sur le refrain
- Transfert, de Pierre Souchon (2004)
- Menteur de Cali (2005) : guitare
- Scandale mélancoliqueo d’Hubert-Félix Thiéfaine (2005) : banjo sur Libido Moriendi
- Rue Saint Louis en l'Île, de Brigitte Fontaine (2005) : guitare et production
- On dirait Nino, album tribute à Nino Ferrer (2005) : chanson Je vends des robes
- Adieu tristesse, d'Arthur H (2005) : guitare et voix sur le titre Est-ce que tu aimes ?
- Tryo fête ses 10 ans… : participation lors de la chanson Récréaction (battle de guitare avec Manu, le guitariste principal de Tryo, lors du long 'solo' final de la chanson)
- Mouss et Hakim de Mouss et Hakim (Zebda) : guitare sur plusieurs chansons
- Non Merci d’Albin De La Simone : guitare sur la version single du morceau, non présente sur l'album "J'ai changé" sorti en 2005
- Le Cœur dans la tête de Ariane Moffatt (2005) : guitares sur Le Cœur dans la tête et Retourne chez elle
- Le Grand Dîner, album hommage à Dick Annegarn (2006) : chansons Ubu et Bébé éléphant (en duo avec Mathieu Boogaerts)
- Belgistan de Néry : coproduction
- Libido, de Brigitte Fontaine (2006) : chœurs et guitare sur le titre Mister Mystère
- Paris rockin (2006), de Winston McAnuff : guitare
- Jeune demoiselle, de Diam's (2006) : chœurs et guitare sur la "Version Radio" exploitée en single
- Divinidylle (2007), de Vanessa Paradis : auteur, compositeur, guitariste, choriste, réalisateur de l'album. Un duo : Les piles
- Je suis votre homme  (2007) de Thierry Stremler : guitare
- L'Éclipse, single en duo avec Sean Lennon (2007) : voix, guitare
- Lunatique (2007) de Jenifer : guitare sur deux titres (Touche-moi et Lunatique)
- Comme un manouche sans guitare (2007) de Thomas Dutronc : composition, guitare et chœurs
- Divinidylle Tour de Vanessa Paradis : guitare et chœurs
- Femme d'Extérieur (2008) de Maya Barsony : composition, guitare
- Welcome to Mali (2009) d’Amadou et Mariam : duo sur la chanson Masiteladi
- On n'est pas là pour se faire engueuler ! (2009), album d'hommage à Boris Vian : chanson Le cinématographe
- Best of de Vanessa Paradis (2009) : duo reprise de La déclaration de France Gall
- Bizarre dans l'album Diachronism d’Ibrahim Maalouf sorti le 26 octobre 2009
- Za7ie (2010) de Zazie : duo sur la chanson Des astres
- Jamais seul (2011) de Johnny Hallyday: auteur, compositeur, guitare, voix, réalisation
- L'un n'empêche pas l'autre (2011) de Brigitte Fontaine : duo sur Pipeau
- From Gainsbourg to Lulu (2011) : duo avec Lulu Gainsbourg sur Requiem pour un con et Couleurs Café
- Noël ! Noël !! Noël !!! (2011) : reprise de Douce nuit, sainte nuit avec Michel Legrand
- Gyrafrique (2012) de Gyraf : duo sur la chanson O mon ami
- If You Can't Love This All Goes Away (2012) : Matthieu Chedid assure les parties de guitare et de basse sur ce titre de Flo Morrissey.
- A New day (2013) de Winston McAnuff & Fixi : guitares sur plusieurs titres
- Détache Toi / Shen Jing Mo Shao (2014) : remix d'un titre d'AM444
- I Kissed a Girl (2014) : Reprise française de la chanson de Katy Perry pour la BO du film Toute première fois de Noémie Saglio et Maxime Govare
- Éternels, jusqu'à demain de Thomas Dutronc : auteur et compositeur du titre Croc Madam, chœurs et guitare (2015)
- Louis, Matthieu, Joseph & Anna (2015): album familial
- Sous les jupes des filles sur l'album hommage à Alain Souchon, Souchon dans l'air (2017)
- Coproducteur de l'album Fenfo de Fatoumata Diawara (2018)[104].
- Interprète, co-auteur et co-compositeur du titre "Flots de l'âme - Cap Ferret" sur l'album Cities II - Thibault Cauvin (album) de Thibault Cauvin (2018)[105]
- Co-interprète de titre Parano sur l'album Chocolat (album) de Roméo Elvis (2019)

- Duo sur le titre Song for Jedi de Dionysos sur l'album L'Extraordinarium
- 2020 : reprise d'El dulce de leche sur l'album XXV de Tryo

### Collaborations avecDeluxe
- 2016 : Stachelight (album) :
  - Baby That's You (voix)
  - Wait a Minute (solo de guitare électrique)
  - À l'heure où
- 2018 : Live à l'Olympia (album) :
  - Baby That's You
  - Wait a Minute
  - Machistador (feat. IAM)
  - Je danse le mia (de et feat. IAM)
- 2020 : En confinement  (album) :
  - Mojo (remix)

## Filmographie
Sauf indication contraire, les informations mentionnées dans cette section peuvent être confirmées par les bases de données cinématographiques IMDb et Allociné,  présentes dans la section « Liens externes ».

### Comme compositeur
En l'absence de précision, il est le compositeur de l'ensemble de la musique originale des films mentionnés. Les films ou séries réutilisant des titres préexistants de Matthieu Chedid ne sont pas listés ici (c'est par exemple le cas de la série Blague à part, qui a utilisé Machistador comme générique, le titre n'ayant pas été composé pour cette occasion).
- 2002 : Peau d'Ange de Vincent Perez - chanson J'ai une pensée
- 2003 : Toutes les filles sont folles de Pascale Pouzadoux - en partie seulement
- 2004 : Arsène Lupin de Jean-Paul Salomé - chanson Qui es-tu ?
- 2006 : Ne le dis à personne de Guillaume Canet
- 2008 : Titeuf (série télévisée d'animation ; saison 3)[106]
- 2011 : Un monstre à Paris de Bibo Bergeron
- 2013 : Wajma de Barmak Akram - en partie seulement
- 2014 : Bouboule de Bruno Deville - dont la chanson Bouboule
- 2014 : L'Enfer me ment (court métrage) de Gérald Portenart
- 2017 : Telle mère, telle fille de Noémie Saglio
- 2018 : Yao de Philippe Godeau
- 2019 : Nous finirons ensemble de Guillaume Canet - un titre instrumental (le seul inédit de la bande originale)
- 2021 : Graines d'espoir (documentaire) de Pierre Beccu
- 2021 : Rosy (documentaire) de Marine Barnérias
- 2023 : Astérix et Obélix : L'Empire du Milieu de Guillaume Canet[107]
- 2023 : Sous le tapis de Camille Japy

### Comme acteur
- 2010 : Les Petits Mouchoirs de Guillaume Canet : Raphaël
- 2011 : Un monstre à Paris de Bibo Bergeron : Francoeur (voix)
- 2023 : Astérix et Obélix : L'Empire du Milieu de Guillaume Canet : Remix[107]
- 2024 : Fêlés de Christophe Duthuron : lui-même[108]

### Comme chanteur
- 2003 : Les Triplettes de Belleville de Sylvain Chomet - interprétation de la chanson Belleville Rendez-vous
- 2015 : Toute première fois de Noémie Saglio et Maxime Govare - reprise de la chanson I Kissed a Girl